# Antoine Rotsart de Hertaing
Antoine Rotsart de Hertaing (Brugge, 12 januari 1906 - Damme, 4 april 1997) was burgemeester van de Belgische gemeente Maldegem.

## Politieke familie
Antoine Rotsart de Hertaing was de zoon van de vroegere Maldegemse burgemeester Charles Rotsart de Hertaing (1867-1925) en Gabrielle Domis de Semerpont (1877-1953). Zij was de kleindochter van Charles Domis de Semerpont (1802-1878), burgemeester van Beigem.
Hij werd een eerste maal verkozen tijdens de gemeenteraadsverkiezingen van 1932. Na de Tweede Wereldoorlog was hij enkele maanden schepen van de gemeente. In 1954 werd hij na het ontslag van Hippoliet Cuelenaere burgemeester van Maldegem en bleef dit tot in 1964.
In 1971 werd zijn zoon Jean burgemeester; hij bleef in functie tot in 1998.